# Manfred Gurlitt
Manfred Gurlitt fue un compositor de ópera y director de orquesta alemán nacido en Berlín el 6 de septiembre de 1890 y fallecido en Tokio el 29 de abril de 1973.

## Biografía
Estudió composición con Engelbert Humperdinck, dirección con Karl Muck y piano con Moritz Mayer-Mahr. Era sobrino-nieto del compositor Cornelius Gurlitt.
Después de unos años como asistente musical y director, en 1920 fundó la Society for New Music en Bremen. Poco después, en 1926 escribió una de sus obras más conocidas, Wozzeck, una ópera del mismo nombre de la creada por Alban Berg entre 1914 y 1925 (fecha de su estreno). Gurlitt alcanzaría el cenit de su carrera con esta ópera.
Con el ascenso del nazismo cayó en desgracia primeramente por su estilo, siendo prohibida la representación de sus obras y ejercer como director. Paradójicamente, el 1 de mayo de 1933 se hizo miembro del partido nazi de donde sería expulsado el 3 de mayo de 1937 por su ascendencia judía (negada por algunos autores).
Con el fin de evitar ser arrestado por la Gestapo, emigró a Japón en 1939 donde se convirtió en director de ópera asociado al tenor Yoshie Fujiwara. En 1940 se convirtió en director de la Orquesta Filarmónica de Tokio. Su ambigüedad en torno al nazismo se mantuvo, acudiendo con asiduidad a la embajada alemana en Tokio.[cita requerida]
Después de la Segunda Guerra Mundial fundó en Japón su propia compañía de ópera, la Gurlitt Opera Company. En 1955 regresó a Alemania pero ante la poca atención a su obra la abandonó definitivamente. Falleció en Tokio dieciocho años más tarde.

## Obra
- Die Insel. (1918)
- Die Heilige. (1920)
- Wozzeck. (1926)
- Concierto de Cámara n.º 1 (1927)
- Concierto de Cámara n.º 2 (1929)
- Soldaten. (1930)
- Nana. (1932)
- Seguidilla Bolero (1936)
- Warum (1934-1936/1942-1945)
- Shakespeare-Sinfonía (1954)